# 내일의 하늘
《내일의 하늘》(あしたの空 아시타노 소라[*])은 SPEED의 15번째 싱글이다. 전작으로부터 약 5년 만의 싱글로, 완전 부활 후
첫 싱글이다. 타이틀곡인 〈내일의 하늘〉은 같은 소속사의 미즈키 아리사가 주연을 맡은 드라마 《OL닛폰》의 주제가로 사용됐다. DVD에는 〈내일의 하늘〉 뮤직 비디오와 그 촬영현장이 담겨 있다.

## 수록곡

### CD
1. 내일의 하늘
2. Something New
3. White Love ~ Steady ~ Body&Soul 2008
4. 내일의 하늘 (Instrumental)
5. Something New (Instrumental)
6. White Love ~ Steady ~ Body&Soul 2008 (Instrumental)

### DVD
1. 내일의 하늘 Video Clip
2. Off Shot